# Anisodes candara
Anisodes candara là một loài bướm đêm trong họ Geometridae.